# Linux Users Group
Een Linux Users Group of LUG is een groep mensen die geregeld samenkomen om te praten over het Linux besturingssysteem en elkaar te helpen met problemen (in verband met informatica).
Een LUG kan diverse vormen aannemen. Zo zijn er formele verenigingen die als rechtspersoon kunnen optreden en zeer informele groepen die alleen een website of mailinglist delen.